# 메트로발렌시아

로고

메트로발렌시아(스페인어: Metrovalencia)는 1988년 10월 8일에 개업한 스페인 발렌시아의 도시 철도이다. 현재 5개의 노선이 있다.

## 같이 보기
- 지하철 목록